# NGC 1261
NGC 1261 é um aglomerado globular descoberto pela primeira vez em 1826 por James Dunlop.